# Tola (Zamora)
Tola es una localidad española perteneciente al municipio de Rábano de Aliste, de la provincia de Zamora, en la comunidad autónoma de Castilla y León.

## Topónimo
El topónimo Tola puede derivar de tolla, que significa terreno húmedo que se mueve al pisarlo, que a su vez deriva de tollo. Este último término, actualmente casi en desuso, fue muy frecuente en la región leonesa, en la que se usaba con el significado de lodo o fango, aunque también nombra a los charcos que se forman por el agua de lluvia. De él deriva el término atollar, con significado de atascarse. Por su parte, tollo tiene un origen incierto quizás derivado del celta (tullos, agujero), del galés (twll), del bretón (toull) o del irlandés (toll). Tolilla es otra localidad zamorana que podría tener el mismo origen. O quizás, con el mismo origen de la palabra indoeuropea antes citada, pero traída aquí en la Edad Media, su significado pueda ser (villa) "redonda o circular"; construida así por motivos defensivos, lo mismo, y con el mismo significado, que La Tuda.

## Situación
Se encuentra situada en la comarca de Aliste, en una planicie algo inclinada al norte, a unos 5 km de Alcañices y a 4 km de Rábano de Aliste, la capital del municipio.
Su término abunda en aguas que nacen todas en el mismo pueblo, sin recibirlas de ningún otro. Está rodeado de mucha arboleda autóctona de chopos, negrillos y robles, entre otros.
En la parte de arriba, cerca de la era donde antaño se trillaba, brota el manantial que abastece al pueblo con dos pozos y una torre de agua. De pequeños manantiales que brotan en una extensa pradera denominada "El Monte" (decía mi abuelo que antaño todo era un bosque frondoso de robles, pero que los vecinos para calentarse en los fríos inviernos alistanos, talaban los árboles por la noche para que no los viera el alcalde; de ahí que ahora sea una pradera donde pacen las 150 reses de bovino y las 1000 de ovino), específicamente en la zona llamada Valdecan, nace un arroyuelo donde antes lavaban la ropa, "el Mena", afluente del Aliste que, a su vez, es afluente del río Duero.

## Historia
Durante la Edad Media Tola quedó integrado en el Reino de León, cuyos monarcas habrían acometido la repoblación de la localidad dentro del proceso repoblador llevado a cabo en Aliste. Tras la independencia de Portugal del reino leonés en 1143 la localidad habría sufrido por su situación geográfica los conflictos entre los reinos leonés y portugués por el control de la frontera, quedando estabilizada la situación a inicios del siglo XIII.
Según el Catastro de Ensenada, en 1752, solo había 40 vecinos. Entre ellos un tejedor de paño, un sastre, un herrero, un barbero y un cura párroco. No había molinos. La Guía, en 1884, señala que cuenta con una feligresía de 96 vecinos con 387 almas, que en su jurisdicción radica una ermita de los Santos Mártires, junto al cementerio, en la que no se da culto, y que hay establecidas tres cofradías: la del Santísimo Sacramento, la de la Cruz y la del Santo Rosario.
En la Edad Moderna, Tola estuvo integrado en el partido de Alcañices de la provincia de Zamora, tal y como reflejaba en 1773 Tomás López en Mapa de la Provincia de Zamora. Así, al reestructurarse las provincias y crearse las actuales en 1833, la localidad se mantuvo en la provincia zamorana, dentro de la Región Leonesa, integrándose en 1834 en el partido judicial de Alcañices, dependencia que se prolongó hasta 1983, cuando fue suprimido el mismo e integrado en el Partido Judicial de Zamora.
En torno a 1850, el antiguo municipio de Tola se integró en el de Rábano de Aliste.

## Patrimonio
La iglesia parroquial de San Félix Mártir de Tola es un templo de planta románica bien definida, en forma de cruz latina, construida con mampostería y piedra de cantería. Conserva una graciosa espadaña románica triangular rematada por agudas pirámides. En el interior se conservan las imágenes de los santos Fabián y Sebastián.

## Fiestas

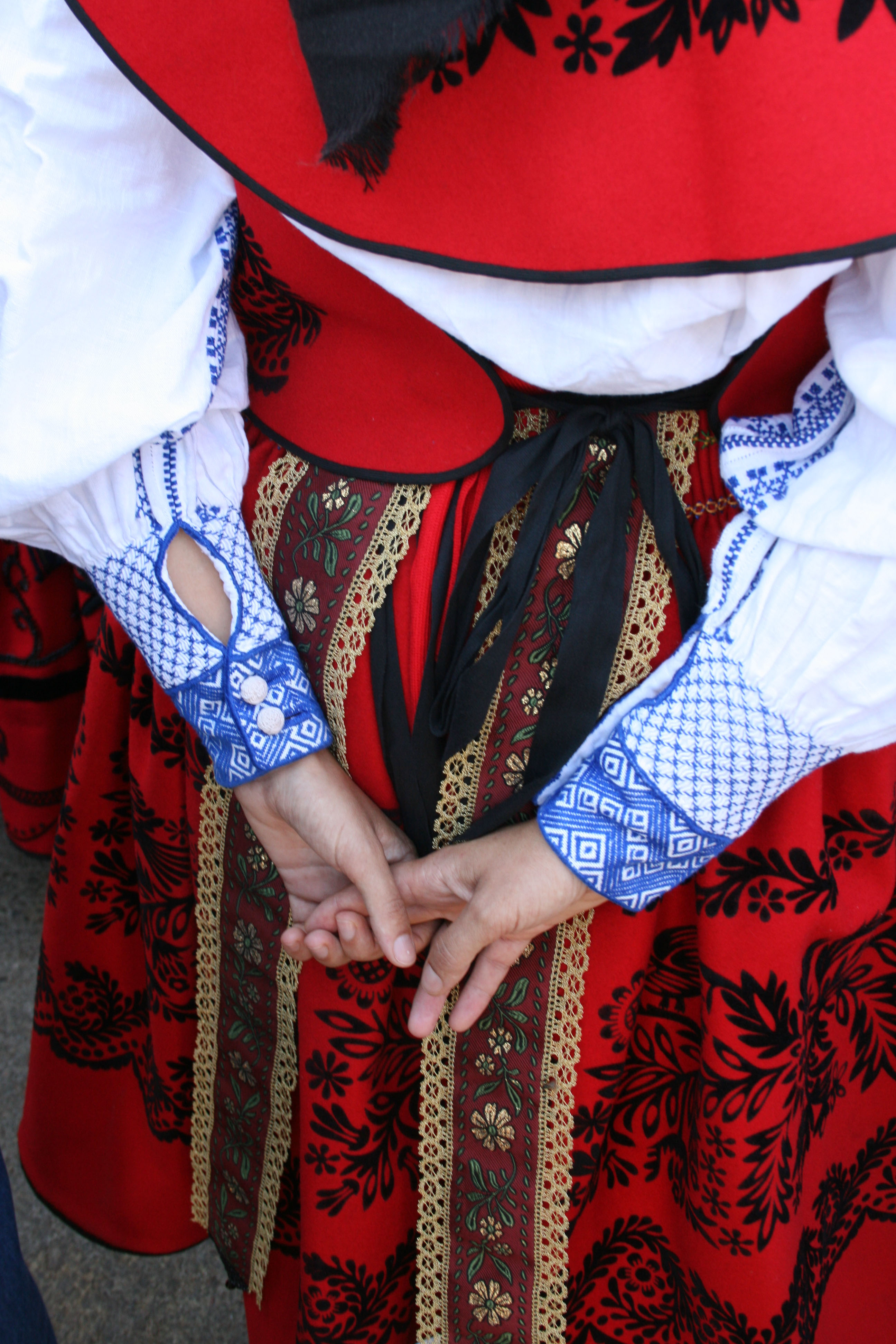
Detalle del bordado del traje regional de la comarca de Aliste (Zamora.).

Tola tiene como patrono a San Félix, cuyas fiestas se celebran desde el 31 de julio hasta el 2 de agosto.